# Pessinenrivier (zuid)
Pessinenrivier (Zweeds: Pessinenjoki of Pessisjåkka; Samisch: Bessešjohka) is een rivier die stroomt in de Zweedse  gemeente Kiruna. De rivier ontvangt haar water in de bergvallei (Bessešvággi) en van het Pessinenmeer. De rivier stroomt naar het noorden en mondt uit in het Torneträsk. De rivier is circa 12 kilometer lang. De naam komt uit het Samisch. De rivier is 19 kilometer lang.
Aan de noordkant van het meer stroomt ook een Pessinenrivier
Afwatering: Pessinenrivier → Torneträsk → Torne → Botnische Golf